# Gromada Zbeniny
Gromada Zbeniny war eine Verwaltungseinheit in der Volksrepublik Polen zwischen 1954 und 1959. Verwaltet wurde die Gromada vom Gromadzka Rada Narodowa, dessen Sitz sich in Zbeniny befand und der aus 21 Mitgliedern bestand.

Die Gromada Zbeniny gehörte zum Powiat Chojnicki in der Woiwodschaft Bydgoszcz und bestand aus den ehemaligen Gromadas Kłodawa, Krojanty und Zbeniny aus der aufgelösten Gmina Chojnice.

Die Gromada Zbeniny wurde zum 31. Dezember 1959 aufgelöst und in die Gromada Charzykowy eingegliedert.